# Syllepte straminea
Syllepte straminea là một loài bướm đêm trong họ Crambidae.